# RMS Aurania
RMS Aurania – brytyjski transatlantycki statek pasażerski linii Cunard Line z okresu międzywojennego. Należał do serii 6 jednostek, średniej wielkości jednokominowych turbinowców o nazwach na literę A, przewidzianych na trasę do Ameryki Północnej. Podczas II wojny światowej służył jako krążownik pomocniczy HMS Aurania, następnie okręt warsztatowy HMS Artifex.

## Budowa i służba jako statek
„Aurania” zbudowana została w 1924 w stoczni Swan Hunter & Wigham Richardson w Wallsend, pod numerem stoczniowym 1127. Była bliźniaczym statkiem „Alaunia”, „Andania”, „Ascania”, „Ausonia” i „Antonia” i trzecim statkiem linii noszącym imię „Aurania”. Mogła przewozić 500 pasażerów klasy kabinowej i 1200 III klasy. Budowę ukończono 6 września 1924. Jej dziewicza podróż rozpoczęła się 13 września 1924 na trasie Liverpool – Nowy Jork. Od 1925 roku pływała na trasie Liverpool – Montreal, a od 1928: Londyn – Montreal.

## Służba wojenna
Zarekwirowana przez brytyjską Admiralicję 30 sierpnia 1939, została przekształcona w krążownik pomocniczy HMS „Aurania”. Adaptacji dokonano w macierzystej stoczni Swan Hunter. Okręt otrzymał uzbrojenie z 8 pojedynczych armat kalibru 152 mm MK VII (o kącie podniesienia 20°) i dwóch armat przeciwlotniczych 76 mm. Zapas paliwa wynosił 1591 ts.
Od 15 października 1939 okręt służył w Patrolu Północnym, a od maja 1940 został przeniesiony do Sił Eskortowych Halifax, po czym od czerwca do Sił Eskortowych Bermudy i Halifax (Bermuda & Halifax Escort Force). Od maja 1941 roku służył w Siłach Eskortowych Północnego Atlantyku (North Atlantic Escort Force).
21 października 1941 „Aurania” płynąca w eskorcie konwoju SL-89 z Freetown do Wielkiej Brytanii, została trafiona jedną z torped wystrzelonych przez niemieckiego U-Boota U-123 (dowódca Reinhard Hardegen), lecz mimo uszkodzenia kadłuba dotarła do portu. Do marca 1942 roku była przydzielona do Dowództwa Plymouth.
9 (według innych danych, 24) marca 1942 okręt został sprzedany Admiralicji i rozpoczęto jego przebudowę na okręt warsztatowy, przemianowany 1 grudnia 1942 na HMS „Artifex”. Do służby w nowej roli wszedł dopiero w maju 1944. W 1947 okręt otrzymał znak taktyczny A118. Zezłomowany w 1961 roku w La Spezia.